# Abdoulie Janneh (Leichtathlet)
Abdoulie Janneh (* 8. März 1970) ist ein ehemaliger gambischer Sprinter.
Bei den Olympischen Spielen 1992 in Barcelona schied er über 100 m als Vierter seines Vorlaufs mit einer Zeit von 10,71 s aus. In der 4-mal-100-Meter-Staffel startete er zusammen mit Dawda Jallow, Lamin Marikong und Momodou Sarr. Janneh lief als Dritter der Stafette, die in ihrem Vorlauf mit 40,98 s auf den sechsten und letzten Platz kam und sich damit nicht für das Halbfinale qualifizierte.
Auch bei den Leichtathletik-Weltmeisterschaften 1993 in Stuttgart kam er über 100 m nicht über die erste Runde hinaus. Bei den Commonwealth Games 1994 in Victoria schied er über 100 m im Vorlauf aus und belegte mit der gambischen 4-mal-100-Meter-Stafette den siebten Platz.

## Bestzeiten
- 100 m: 10,3 s, 1995